# 叶飞
叶飞（1914年5月7日—1999年4月18日），原名叶启亨，曾用名叶琛，福建南安人，生于美属菲律宾吕宋岛奎松省地亚望的一个中菲混血家庭，菲律宾名字叫西思托·麦尔卡托·迪翁戈，中国共产党、中华人民共和国政治人物，原副国级领导人。叶飞是唯一一位拥有多重国籍的中国人民解放军开國上將。
叶飞早年从事中共秘密工作，后被派到闽东苏区，领导游击战争。抗日战争期间，任新四军第三支队六团团长，江南抗日救国军副指挥，新四军苏北指挥部第一纵队司令员兼政治委员、新四军第一师第一旅旅长兼政治委员，第一师副师长、苏中军区司令员、苏浙军区副司令员。第二次国共内战时期，任华东野战军第一纵队司令员兼政治委员、第三野战军十兵团司令员，指挥金门战役但遭败绩。中华人民共和国成立后，任中共福建省委第一书记、福建省省长、南京军区副司令员兼福建省军区司令员、福州军区司令员、第一政治委员，中华人民共和国交通部部长，中国人民解放军海军司令员、全国人民代表大会常务委员会副委员长等职务。

## 生平

### 早年革命生涯
叶飞于1914年5月7日出生于美属菲律宾吕宋岛奎松省地亚望，出生名为西思托·麦尔卡托·迪翁戈，其姓“迪翁戈”(Tiongco)为闽南语里“中国”的发音，也是其父叶荪卫在菲律宾工作时使用的假名。其父叶荪卫为中国福建南安人，1900年只身下南洋谋生，母亲弗朗西斯卡·麦尔卡托（Francisca Mercado）是菲律宾人。叶荪卫为与麦尔卡托结婚，于1913年受洗为天主教徒，故此叶飞在出生时也接受天主教洗礼。1918年，叶飞与父亲及长兄叶启存回到中国。1926年起先后就读于厦门港中山中学和省立第十三中学。就学期间，叶飞开始接触共产主义思想和无政府主义思想的读物。1928年5月，叶飞加入中国共产主义青年团，年底离校从事秘密工作。1929年起任共青团福建省委宣传部部长和代理书记、福州中心市委书记，其间曾被捕入狱。1932年3月转入中国共产党。

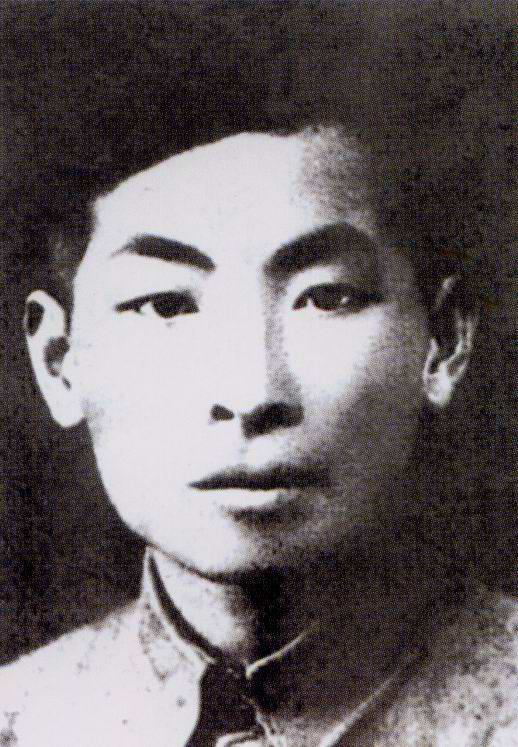
年轻时的叶飞

1933年，叶飞到闽东参与创建闽东革命根据地和红军游击队。5月28日，与颜阿兰领导了宁德霍童暴动。1934年1月，叶飞指挥了霞浦暴动，但未能成功:725，3月，叶飞在中共福建省委遭到破坏、与中共中央失去联系的情况下，以特派员的身份主持召开会议，重建中共闽东特委，并成立中国工农红军闽东独立师。1935年起任中共闽东特委书记、闽东军政委员会主席兼红军闽东独立师政治委员、独立师师长，闽东苏维埃政府主席，在闽东坚持游击战争。其间先后率部在闽浙边取得沙埕、桃杭等战斗的胜利，多次挫败国军清剿，并在闽东地区恢复和重建了多块游击区。
1935年10月，粟裕、刘英等率领红军挺进师到达寿宁县境与叶飞会合，随后成立了中共闽浙边临时省委，叶飞任宣传部部长兼少共省委书记。随后，叶飞与刘英在军事上出现意见分歧，粟裕则建议由黄道出面摆平此事。而黄道则劝叶飞率闽东特委从临时省委独立出去，最终导致刘英命令粟裕以鸿门宴方式在浙江庆元南阳村逮捕叶飞，是为“南阳事件”。在叶飞被押送至刘英处时，中途遭遇袭击，叶飞趁机逃脱。南阳事件后，刚成立不久的闽浙边临时省委宣告分裂，闽东红军独立师两个支队损失100余人，这对闽东红军游击队而言是个极其重大的打击。

### 抗日战争时期
1937年年底，闽东红军游击队与国民政府达成协议。1938年初，遵照新四军军部的命令，闽东红军改编为新四军第三支队第六团，叶飞任团长，全团共1300余人。2月下旬，叶飞随第三支队开赴皖南抗日前线。1939年5月，为发展江南，同时也为规避国军干扰，第六团改称江南人民抗日义勇军第2路东进，叶飞化名叶琛，任江南人民抗日义勇军副总指挥、路东地区军政委员会书记。5月，叶飞指挥部队袭击了浒墅关火车站和上海虹桥机场，在国内外造成重大影响。1939年11月起，叶飞任新四军挺进纵队副司令员，率领部队北渡长江发展苏北根据地，指挥郭村保卫战。1940年7月起任新四军苏北指挥部第一纵队司令员兼政治委员，9月起任苏北区党委委员，10月率一纵作为主力部队参加黄桥战役。
1941年，皖南事变后，新四军重新整编，叶飞任新四军第一师第一旅旅长兼政治委员，11月起任新四军第一师副师长兼第一师第一旅旅长、政治委员。1942年12月起任中共苏中区第三地委书记、苏中军区副司令员，指挥反扫荡战争。1944年3月，新四军发动车桥战役，叶飞负责前线指挥，击毙日军465人，俘虏24人。1944年12月，粟裕率第一师主力南下后，叶飞任苏中区党委书记、苏中军区司令员。1945年4月，叶飞率苏中教导旅南渡长江与粟裕会合，并任苏浙军区副司令员，参与指挥第三次天目山战役。

### 第二次国共内战时期
1945年对日战争结束后，根据中共中央“向北发展，向南防御”的方针和《双十协定》，新四军主力北移山东，江南的新四军部队移往苏北。1945年11月，中共中央军委命令苏浙军区第二、第四纵队和苏中军区教导旅合编为新四军第一纵队，叶飞任司令员，并随即奉命第一纵队向东北挺进。12月上旬，叶飞率部经过长途跋涉抵达山东滨海地区。接着，在休整期间，中共中央根据形势变化再次调整部署，令叶飞部留驻山东，不再去东北。新四军第一纵队遂编入山东军区序列，改称山东野战军第一纵队。1946年夏，叶飞指挥部队攻占泰安、大汶口等地，而后在山东内线作战。1946年12月，参加宿北战役，率部队割断国军整编第六十九师和整编第十一师的联系。1947年初，叶飞指挥所部参加了鲁南战役，并取得胜利。

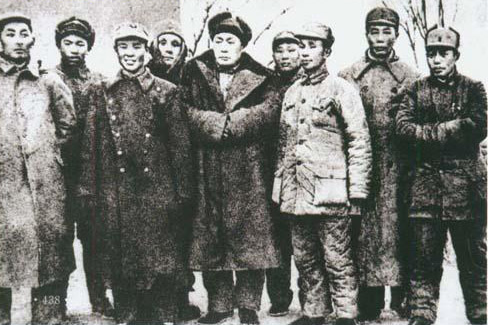
1947年，华东野战军领导人合影。左起：叶飞、丁秋生、韦国清、邓子恢、陈毅、唐亮、粟裕、陈士榘、谭震林。

1947年1月下旬，叶飞任华东野战军第一纵队司令员兼政治委员。2月20日，叶飞率领华东野战军第一纵队参加了莱芜战役。在友邻部队没赶到的情况下，指挥部队紧钳李仙洲兵团总部及第七十三军、第四十六军于包围之中，经3昼夜激战，给国军主力以惨重杀伤，为中共取得莱芜战役胜利奠定了基础，为最后全歼李仙洲集团立下首功。同年5月，华东野战军在沂蒙山区进行运动作战，引起张灵甫的国军精锐整编第七十四师突进，华野决定围歼该部。2日后，合围完成，张灵甫部被限制于孟良崮地区，华野随即发动总攻，即孟良崮战役；叶飞指挥部队一面阻碍国军整编二十五师，一面围攻整编七十四师，并在最后阶段指挥5个纵队进行突击。5月16日，九纵二十五师七十三团率先攻上孟良崮主峰，张灵甫阵亡，孟良崮战役结束。
同年6月底，陈士榘、唐亮率领华东野战军一、四、六纵队出击鲁南，叶飞率部连克费县、峰县、枣庄，后转战鲁西南。8月，陈毅、粟裕率领华东野战军八个纵队进攻豫、皖、苏等地；叶飞率部攻克尉氏、鄢陵、逍遥镇等城镇。10月，北上定陶地区休整。11月，参加陇海路破击战，破击砀山至黄口段铁路，在砀山歼国军1个旅。12月，率部向西进攻，连续攻克永城、涡阳、亳县、柘城等地。1948年6月，叶飞任华东野战军第一兵团副司令员兼副政治委员，在豫东战役中统一指挥5个纵队围歼区寿年兵团。9月，参加济南战役，和兄弟部队一起在鲁西南地区担任阻击任务。济南战役后，叶飞由于患黑热病而到济南养病，以致于未能参加淮海战役。
1949年2月，叶飞升任第三野战军第十兵团司令员，参与渡江战役和上海战役。上海战役中，解放军初战不利，叶飞随后建议增调部队，并稳扎稳打，最终解放军取得胜利。8月，叶飞和韦国清统率第十兵团进军福建，攻占福州、平潭岛等地。8月，叶飞兼任福建军区司令员、福建省人民政府副主席。

### 中华人民共和国时期

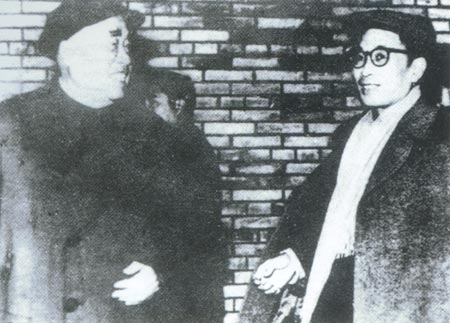
1960年，叶飞陪同朱德在厦门视察。

中华人民共和国成立后，叶飞指挥厦门战役，取得胜利。之后，中國人民解放軍第十兵团第28軍所属三个团約9,000人乘200余艘木船登陸金门岛參與金门战役，因轻敌兼判断失误，登島解放軍在島上戰鬥三晝夜，全軍覆沒，成为叶飞心中遗憾。1951年12月起，叶飞任中共福建省委第一副书记、副书记、第二书记，中共中央华东局委员。1953年，叶飞指挥东山岛战役，取得胜利，在一定程度上挽回金门战役失利的遗憾。1954年9月3日，叶飞指挥了对金门的炮击。
1954年10月起，任福建省委第一书记，11月任福建省人民政府代主席，1955年2月任福建省人民委员会省长，4月，叶飞任南京军区副司令员、福建军区司令员兼政治委员，同年被授予上将军衔。1956年8月，叶飞担任新组建的福州军区司令员兼政治委员，1957年9月单任军区政治委员。1958年8月23日至10月5日，葉飛統率中國人民解放軍參與金门炮战。1959年2月，叶飞当选福建省政协主席。1961年2月，兼任中共中央华东局书记处书记。
文化大革命时，叶飞遭受迫害（参见八·二九事件）。1975年1月，叶飞任中华人民共和国交通部部长，1979年2月任中国人民解放军海军第一政治委员，次年1月任海军司令员。1982年8月，叶飞卸任海军司令员。1983年6月起连续当选第六、七届全国人民代表大会常务委员会副委员长，并担任全国人民代表大会华侨委员会主任委员。1984年4月，叶飞当选全国侨联名誉主席。另据《美国之音》间接引述胡绩伟的说法，1989年六四事件中，叶飞及张爱萍、杨得志、萧克、陈再道、宋时轮、李聚奎等七位将军强调人民解放军的枪口不能对着人民群众。叶飞晚年著有《叶飞回忆录》。1999年4月18日中午12時，叶飞于北京去世，享年85岁。

## 纪念
叶飞故居位于福建省南安市金淘镇占石村。邻近建有泉州华侨革命历史博物馆。2014年5月14日上午，南安市举办“纪念叶飞将军诞辰100周年系列活动暨泉州华侨革命历史博物馆开馆仪式”。叶飞家属代表、社会各界人士参加在叶飞故居举办的活动。2018年9月，福建省人民政府将叶飞故居列入第九批福建省文物保护单位。

## 家庭
叶飞的夫人是王于畊，他们于1941年由陈毅介绍结婚；王于畊曾任福建省教育厅厅长，全国教育学会副会长。1977年调入北京师范大学，任第一副校长、中共北师大党委副书记、顾问。是中国人民政治协商会议第六届、第七届、第八届全国委员会委员。1993年6月29日在京逝世，终年72岁。
- 长女叶小楠，嫁江华之子江小华。毕业于清华大学工程物理系，曾经担任过海沧台商投资区党工委委员、海沧台商投资区管委会副主任。
- 次女叶之桦，曾任厦门市文化局副局长[26]、巡视员[27]。
- 三女叶葳葳[2]，1947年出生，毕业于北京大学。担任过全国人大常委会办公厅外事局副局长[28]。
- 小女儿叶之枫，生于1948年。原国家经济委员会进出口局技贸结合处副处长，1986年因泄露国家重要经济机密，收受贿赂而被判处有期徒刑17年。[29][30]
- 长子叶小宇，生于1951年[31]，大学毕业后成为记者[32]。
- 次子叶小崎，1952年[31]出生在福建省南安市金淘镇，曾任国家经贸部厦门分公司总经理，2013年因病去世。

## 与菲律宾的关系
叶飞返华后，虽然后来中华人民共和国不承认双重国籍，但菲律宾方面并没有取消他的菲籍，而且一直保存着他的出生证和洗礼证明，这些都是随时可以确认菲律宾国籍的依据，菲律宾人民亦视其为本国的英雄。1989年1月访问菲律宾时，菲方给予其仅次于国家元首的礼遇。叶飞参加革命后，其父不知何时返回菲律宾与其母共度余生，叶飞此行便去他父母陵墓前扫墓并与他从未谋面、在他离开菲律宾后才出生的弟弟与妹妹见面，他们在中国改革开放前几乎没有听说任何叶飞在中国参加革命的具体经历。1990年新任菲律宾驻华大使上任时也首先去拜会叶飞。
在其逝世之后，菲律宾参众两院议长通过菲律宾驻华大使转达哀悼之意，地亚望镇理事会通过决议，把镇中心公园命名为“叶飞将军纪念公园”。菲华商会出资在公园里竖立比例为1：1高的叶飞将军纪念铜像，铜像于2000年3月29日举行揭幕仪式，基座刻有“菲律宾的儿子中国的英雄   中国的儿子菲律宾的英雄”字样的铭文，并撥款興建名为“叶飞学校”的职业学校。